# Bonnay (Saône-et-Loire)
Bonnay is een plaats en voormalige gemeente in het Franse departement Saône-et-Loire in de regio Bourgogne-Franche-Comté en telt 283 inwoners (2004). De plaats maakt deel uit van het arrondissement Mâcon.

## Geschiedenis
Bonnay maakte deel uit van het kanton Saint-Gengoux-le-National tot dit op 22 maart 2015 werd opgeheven en de gemeenten werden opgenomen in het kanton Cluny. Op 1 januari 2023 fuseerde Bonnay met Saint-Ythaire tot de commune nouvelle Bonnay-Saint-Ythaire.

## Geografie
De oppervlakte van Bonnay bedraagt 11,9 km², de bevolkingsdichtheid is 23,8 inwoners per km².
De onderstaande kaart toont de ligging van Bonnay (Saône-et-Loire) met de belangrijkste infrastructuur en aangrenzende gemeenten.

## Demografie
Onderstaande figuur toont het verloop van het inwonertal (bron: INSEE-tellingen).